# تينيسي كلافلين
السيدة تينيسي سيليست كلافلين، فيكونتيسة مونتسيرات (26 أكتوبر 1844 – 18 يناير 1923)، المعروفة أيضًا باسم تيني سي.، كانت ناشطة أمريكية في مجال حق النساء في التصويت ومعروفة باسم المرأة الأولى، وافتتحت مع شقيقتها فيكتوريا وودهول شركة سمسرة في وول ستريت في عام 1870.

## النشأة والتعليم
تاريخ ميلاد تينيسي كلافلين الدقيق غير واضح، ولكن يُقال عمومًا إنها وُلدت في الفترة بين عامي 1843 و1846. تذكر كاتبة السيرة الذاتية ميرنا ماكفيرسون أن تاريخ ميلاد كلافلين في 26 أكتوبر من عام 1845، في حين تذكر الصحافية باربرا غولدسميث أن عام ميلاد كلافلين هو 1846. من الواضح أن تينيسي كلافلين كانت الطفلة الأخيرة بين عشرة أطفال لوالديها هامل كلافلين وروبن بوكمان كلافلين في هومر، مقاطعة ليكنج، أوهايو. سُميت تينيسي باسم الولاية إما لأن والديها زارا الولاية، أو لأن والدها كان من المعجبين بعضو الكونغرس في تينيسي جيمس بوك. وُلدت شقيقتها الكبرى فيكتوريا كلافلين وودهول في عام 1838.
كان روبن بوكمان كلافلين، المعروف باسم «باك»، بائع زيت ثعبان يتظاهر بأنه طبيب. حصل على بعض التدريب القانوني وقدم نفسه في بعض الأحيان بصفته محاميًا. تضمنت خبرته العملية نقل الأخشاب أسفل نهر سسكويهانا والعمل في حانة.
جاء من فرع فقير من عائلة كلافلين الأمريكية الاسكتلندية ومقرها ماساتشوستس، وهم أبناء العمومة شبه البعيدين للحاكم وليام كلافلين. تزوج باك كلافلين بروكسانا هامل في ديسمبر من عام 1825. التقى الزوجان في سلنسغروف، بنسلفانيا عندما كان باك ضيفًا في منزل عملت فيه روكسانا خادمة.
عُرِفت روكسانا في أوقات مختلفة بأنها ابنة أخت مالك حانة مزدهر، وابنة غير شرعية لخادمة. تحدثت بلكنة ألمانية.
نشأ أطفال كلافلين في فقر. أشار إليهم جيرانهم بأنهم جامحون، وقذرون، وجائعون. كان باك أبًا مسيئًا ضرب أطفاله بانتظام دون أن يستفزوه. هرب أحد أبنائه، مالدن، في سن الثالثة عشرة، ولم يُسمع عنه قط مرة أخرى.
بدأ باك بالإعلان عن تينيسي وفيكتوريا بصفتهما وسيطتين في عام 1852 تقريبًا، مستوحيًا ذلك من الأخوات فوكس. سرعان ما أصبحت الفتاتان المعيل الرئيسي للأسرة.
تزوجت الأخت الكبرى فكتوريا في عام 1853، وانتقلت بعيدًا.

## الروحانية والشفاء
بحلول عام 1860، أُعلِنت تينيسي عرافةً لا سابقة لها، مع قدرتها على علاج الأمراض «من هربس الشفة إلى السرطان». تُكلف الاستشارات دولارًا واحدًا، وقد عملت تينيسي 13 ساعة يوميًا في المدن الصغيرة عبر الغرب الأوسط. باع باك «إكسير ماغنيتو من السيدة تينيسي» (اختراع لا قيمة له) بقيمة دولارين.
استأجر باك في عام 1863 فندقًا كاملًا في أوتاوا بإلينوي. أطلق على نفسه اسم «ملك السرطان»، وأعلن عن قدرات تينيسي الشفائية. باعتباره جزءًا من ممارستهم، استخدم آل كلافين غسولًا يحرق جلد المريض. داهمتهم الشرطة في الفندق الذي اتخذوه عيادة في يونيو عام 1864، وهربت الأسرة. اتهمت السلطات الأسرة بتسع جرائم متضمنة السلوك غير المنضبط والاحتيال الطبي (الشعوذة). واجهت تينيسي أخطر تهمة إذ اعتُبرت المسؤولة عن وفاة مريضة تُدعى ريبيكا هاو. لم يذهب أفراد الأسرة قط إلى المحكمة بسبب علاجهم الوهمي للسرطان.
زار باك رجل الأعمال كورنليوس فاندربلت في خريف عام 1868، إذ سمع باك أن كورنليوس مهتم بالتدليك والشفاء المغناطيسي. قدم باك فيكتوريا بصفتها روحانية، وتينيسي بصفتها معالجة. بدأت تينيسي وكورنليوس بقضاء الكثير من الوقت معًا، وأُشيع بشدة أنهما على علاقة غرامية.